# Liste der Monuments historiques in Bainville-sur-Madon
Die Liste der Monuments historiques in Bainville-sur-Madon führt die Monuments historiques in der französischen Gemeinde Bainville-sur-Madon auf.

## Liste der Objekte
| Bezeichnung               | Beschreibung                                                                                  | Standort                       | Kennzeichnung | Schutzstatus | Datum | Bild |
| ------------------------- | --------------------------------------------------------------------------------------------- | ------------------------------ | ------------- | ------------ | ----- | ---- |
| Skulptur Madonna mit Kind | Stein, farbig gefasst, 17. Jahrhundert                                                        | in der Kirche St-Martin (Lage) | PM54001382    | Inscrit      | 1992  |      |
| Hauptaltar                | reich verzierter Rokoko-Altar; Holz, farbig gefasst und vergoldet, Mitte des 18. Jahrhunderts | in der Kirche St-Martin (Lage) | PM54000026    | Classé       | 1983  |      |